# 지방도 제722호선
지방도 제722호선은 전북특별자치도 익산시 웅포면 웅포삼거리에서 왕궁면 용남삼거리를 잇는 전북특별자치도의 지방도이다.

## 연혁
- 2019년 12월 31일 : 익산 국가식품클러스터 진입도로(익산시 왕궁면 동촌리 ~ 동용리) 1.4km 구간 확장개통[1]
- 2023년 9월 22일 : 노선 총 연장을 29.3km에서 29.4km로 변경함.[2]
- 2024년 5월 31일 : 익산IC ~ 금마간 도로(익산시 금마면 서고도리 ~ 왕궁면 동촌리) 4.18km 구간 확장 개통, 기존 익산시 왕궁면 동촌리 ~ 도순리 284m 구간 폐지[3]

## 주요 경유지
- 익산시
  - 웅포면 웅포삼거리 - 입점리 - 서면삼거리 - 칠목재
  - 함라면 칠목재 - 신목리 - 신목 교차로 - 벌매삼거리 - 왈인삼거리

- 군산시
  - 서수면 마룡리 - 화등리 - 금암초등학교 - 마포교

- 익산시
  - 황등면 마포교 - 신기리 - 동연리 - 송하사거리 - 진경여자중학교 - 황등남초등학교 - 진경여자고등학교 - 황등육교 - 농협삼거리 - 황등면 행정복지센터 - 황등삼거리 - 황등초등학교 - 황등중학교 - 성일고등학교 - 황등 교차로 - 율촌리 - 정착사거리 - (의료과학산업단지입구 회전교차로)
  - 삼기면 서두리 - 하갈 교차로 - 상정삼거리 - 삼기중학교 - 삼기면 행정복지센터 - 삼기초등학교 - 간촌삼거리 - 석기삼거리 - 용연리 - 산기산 교차로 - 갈산 교차로
  - 금마면 마전삼거리 - 기양리 - 미륵사지 - 용순리 - 종평삼거리 - 서고도리 - 상제사거리 - 금마교 - 금마면 행정복지센터 - 금마우체국 - 금마농협 - 금마사거리 - 금마 교차로 - 동고도리
  - 왕궁면 동촌리 - 왕궁공단시외버스정류장 - 왕궁농공단지 - 용남삼거리

## 중복 구간
- 익산시 황등면 송하사거리 ~ 삼기면 상정삼거리 : 지방도 제718호선과 중복

## 도로명
- 익산시 웅포면 웅포삼거리 ~ 함라면 왈인삼거리 : 칠목재로
- 익산시 함라면 왈인삼거리 ~ 황등면 농협삼거리 : 황등서로
- 익산시 황등면 농협삼거리 ~ 황등삼거리 : 황등로
- 익산시 황등면 황등삼거리 ~ 금마면 미륵사지 : 황금로
- 익산시 금마면 미륵사지 ~ 상제사거리 : 미륵사지로
- 익산시 금마면 상제사거리 ~ 금마면 행정복지센터 : 고도길
- 익산시 금마면 금마면 행정복지센터 ~ 금마사거리 : 금마길
- 익산시 금마면 금마사거리 ~ 왕궁면 용남삼거리 : 무왕로